# ستيرلينغ بالمر
ستيرلينغ بالمر (بالإنجليزية: Sterling Palmer)‏ هو لاعب كرة قدم أمريكية أمريكي، ولد في 4 فبراير 1971 في فورت لودرديل في الولايات المتحدة.

## وصلات خارجية
- ستيرلينغ بالمر على موقع مرجع كرة القدم المحترفة.كوم (الإنجليزية)